# Fontes (Abrantes)
Fontes é uma povoação portuguesa sede da Freguesia de Fontes do Município de Abrantes, freguesia com 28,49 km² de área e 469 habitantes (censo de 2021), tendo, por isso, uma densidade populacional de 16,5 hab./km².
Localizada na extremidade norte do seu município, Fontes tem como vizinhos o Município de Vila de Rei, a norte, as localidades de Carvalhal, a leste, e de Souto, a sul e, a oeste, a Barragem de Castelo de Bode separa a freguesia do Município de Tomar.
A freguesia foi criada pela Lei n.º 132/85, de 4 de outubro, com lugares da freguesia do Souto.

## Demografia
Nota: a freguesia foi criada pela Lei n.º 132/85, de 4 de outubro, com lugares da freguesia do Souto.
A população registada nos censos foi:
| Distribuição da População por Grupos Etários | Distribuição da População por Grupos Etários | Distribuição da População por Grupos Etários | Distribuição da População por Grupos Etários | Distribuição da População por Grupos Etários |
| -------------------------------------------- | -------------------------------------------- | -------------------------------------------- | -------------------------------------------- | -------------------------------------------- |
| Ano                                          | 0-14 Anos                                    | 15-24 Anos                                   | 25-64 Anos                                   | > 65 Anos                                    |
| 2001                                         | 90                                           | 117                                          | 374                                          | 238                                          |
| 2011                                         | 51                                           | 50                                           | 303                                          | 223                                          |
| 2021                                         | 20                                           | 31                                           | 190                                          | 228                                          |